# Џеси Л. Мартин
Џеси Л. Мартин (енгл. Jesse L. Martin; рођен 18. јануара 1969. у Роки Маунту у Вирџинији је амерички позоришни, филмски, и ТВ глумац и певач.
Џеси Л. Мартин је најпознатији по улози детектива Еда Грина у серији Ред и закон.